# Ciechanowskie skupisko skarbów
Ciechanów stanowił jeden z najważniejszych ośrodków osadniczych na północnym Mazowszu. 
Ciechanów II – skarb znany w literaturze jako tzw. "znalezisko Beyerowskie", odnaleziony w 1869 roku podczas robót ziemnych przy ul. Zakroczymskiej.
Ciechanów III – zawierał denary krzyżowe (około 103 sztuki) i ok. 24 sztuki srebra siekanego. Zakopany około 1002-1014 r. (ok. 1010 r.). Pierwsze informacje numizmatyków K. Stronczyńskiego (1883) i M. Gumowskiego (1905) prawidłowo lokalizowały skarb w Ciechanowie. M. Gupieniec oraz T. i R. Kiersnowscy (1965) opisali skarb mylnie pod hasłem "Mazowsze I", wyrażając opinię, że mogła to być część skarbu z 1868 r. (mimo odmiennej zawartości).
W 1982 r. przy ul. Gostkowskiej odkryto skarb z X w. Po znalezieniu znaczna część uległa rozproszeniu. Składał się on w większości z monet: 82 dirhamów (51 dirhamów pochodziło z emiratu Samanidzkiego) i ich siekańców (3798), oraz ok. 24 monet europejskich (denarów krzyżowych) i ich siekańców (ok. 207). Ponadto zawierał lunulę, trzy zausznice i kabłączki skroniowe, bransoletę, dwa duże i cztery mniejsze paciorki, oraz 293 fragmenty siekanego srebra. Łączna waga to 1553,85 g (monety z siekańcami: 1263,70 g, reszta: 290,15 g). Zakopany został zapewne w II poł. X w. (ok. 974-976).
Inne z najstarszych znalezisk archeologicznych w Ciechanowie to m.in. miecz z grobu szkieletowego z połowy XI w. oraz cmentarzysko z XII w. (rejon ul. Orylskiej).